# Plato omnipraesens
Espèce
Plato omnipraesens est une espèce d'araignées aranéomorphes de la famille des Theridiosomatidae.

## Distribution
Cette espèce se rencontre au Brésil au Goiás, en Espírito Santo, au Mato Grosso do Sul et en Acre et au Pérou dans la région de Madre de Dios,.

## Description
Le mâle holotype mesure 2 mm et la femelle paratype 2,7 mm, les mâles mesurent de 2 à 2,2 mm et les femelles de 2,2 à 3,1 mm.

## Systématique et taxinomie
Cette espèce a été décrite par Prete et Brescovit en 2024.

## Publication originale
(juin 2024).
- Prete & Brescovit, 2024 : « Taxonomic revision of the orb weaving spider genus Plato Coddington, 1986 (Araneae: Theridiosomatidae) with the description of three new species. » Zootaxa, no 5471(1), p. 1-32.